# Outlander: Blood of My Blood
Outlander: Blood of My Blood è una serie televisiva anglo-statunitense sviluppata da Matthew B. Roberts e prequel di Outlander, tratta dall'omonima serie di romanzi di Diana Gabaldon. La serie vede come protagonisti Harriet Slater, Jamie Roy, Hermione Corfield e Jeremy Irvine e ha debuttato l'8 agosto 2025 su Starz.

## Trama
La serie si concentra sui giovani genitori di Jamie Fraser e Claire Beauchamp e di come si incontrarono nella Scozia di inizio settecento e nell'Inghilterra durante la prima guerra mondiale.

## Episodi
| Stagione       | Episodi | Prima TV USA | Prima TV Italia |
| -------------- | ------- | ------------ | --------------- |
| Prima stagione | 10      | 2025         | 2025            |

## Personaggi e interpreti

### Principali
- Ellen MacKenzie, interpretata da Harriet Slater.
Figlia maggiore di Red Jacob che viene data in sposa a Malcolm per rafforzare l'alleanza con il Clan Grant.
- Brian Fraser, interpretato da Jamie Roy.
Figlio di Simon e Davina che incontra Ellen per la prima volta in una stalla durante il funerale di suo padre.
- Julia Moriston, interpretata da Hermione Corfield.
Pittrice che lavora in un ufficio per lo smistamento della posta di guerra e, dopo aver trovato una lettera di aiuto di Henry dal fronte, inizia una corrispondenza con lui.
- Henry Beauchamp, interpretato da Jeremy Irvine.
Tenente dell'esercito britannico al fronte che scrive lettere per testimoniare le atrocità della guerra, sperando che qualcuno possa leggerle.
- Simon Fraser, XI Lord Lovat, interpretato da Tony Curran.
Astuto manipolatore e padre di Brian, nemico giurato del Clan MacKenzie.
- Colum MacKenzie, interpretato da Séamus McLean Ross.
Fratello maggiore di Dougal di salute cagionevole.
- Dougal MacKenzie, interpretato da Sam Retford.
Ambizioso e testardo fratello minore di Colum.
- Murtagh Fitzgibbons Fraser, interpretato da Rory Alexander.
- Ned Gowan, interpretato da Conor MacNeill.
Fedele consigliere di Colum e Dougal.
- Isaac Grant, interpretato da Brian McCardie.
Capo del Clan Grant.
- Davina Porter, interpretata da Sara Vickers.
Domestica dei Lovat e madre di Brian Fraser.

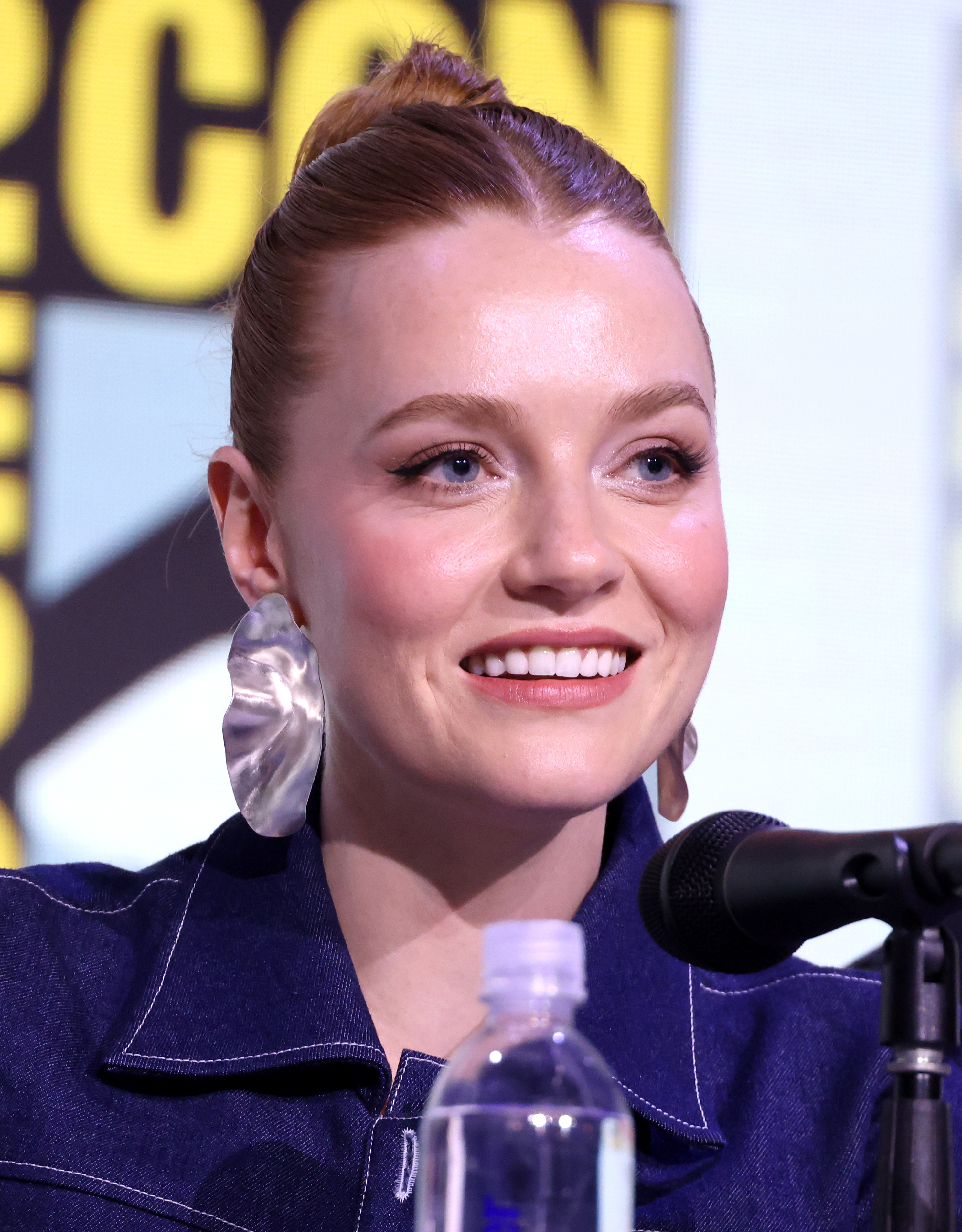
Harriet Slater
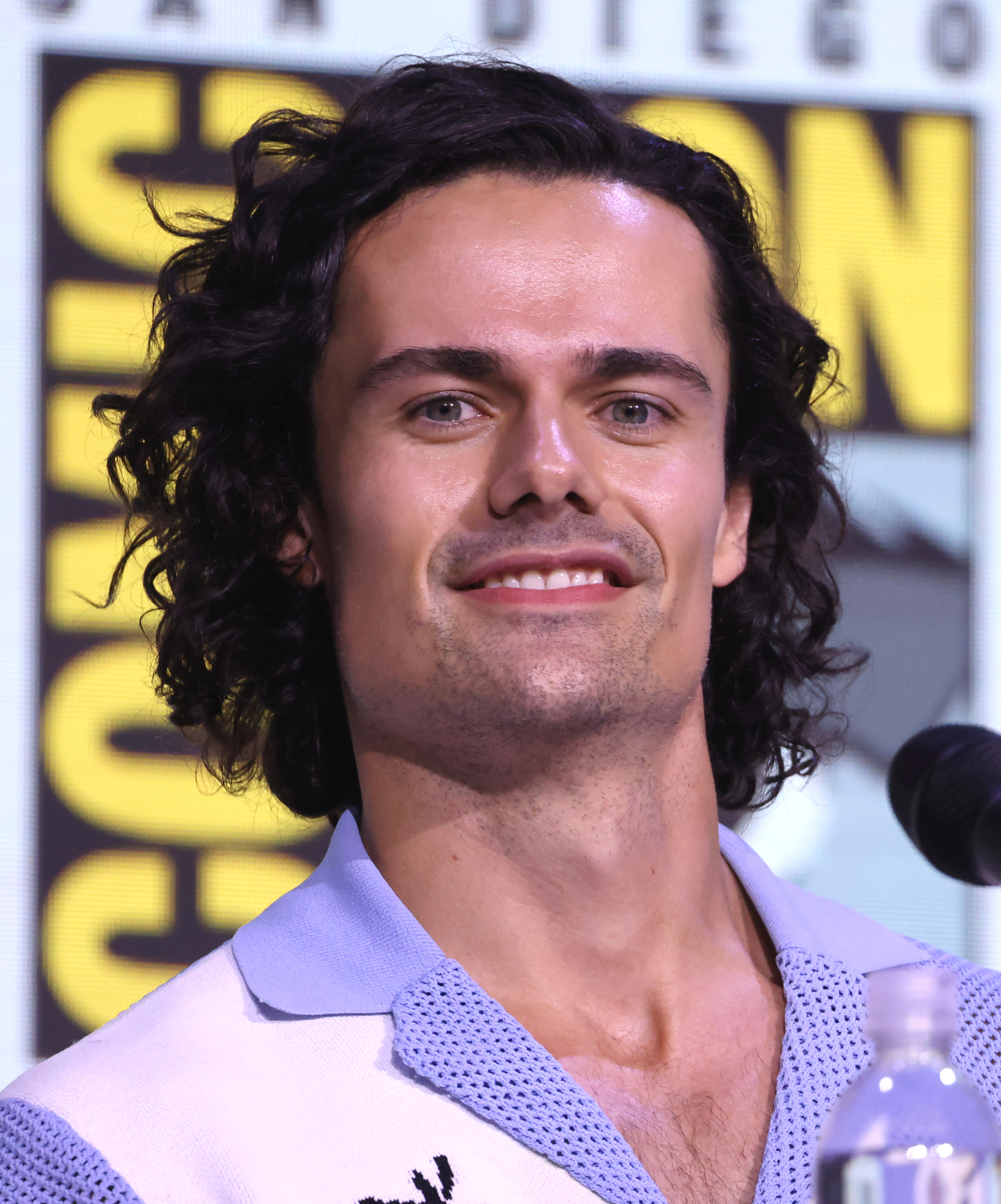
Jamie Roy
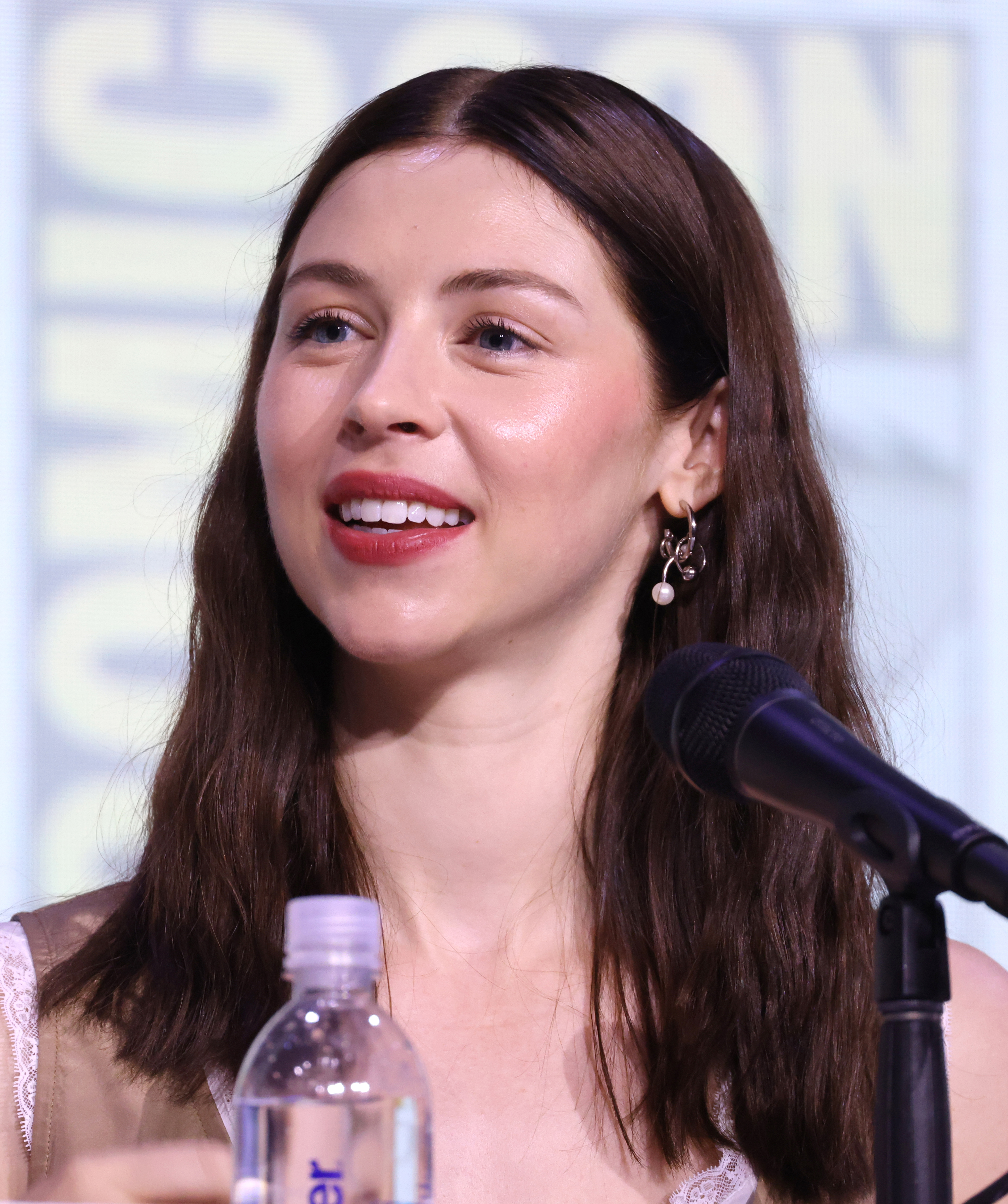
Hermione Corfield
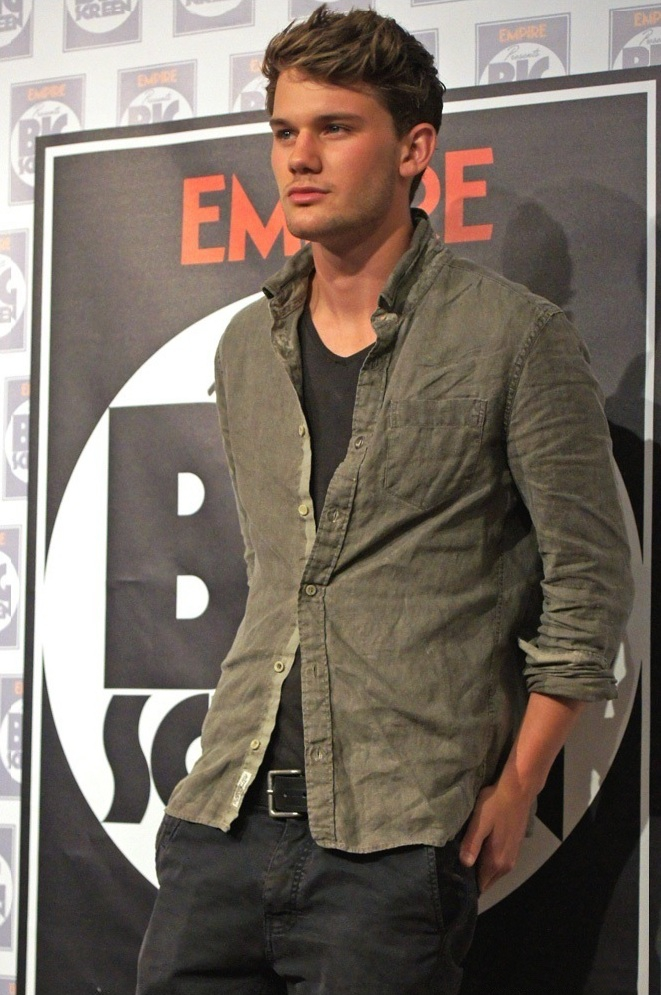
Jeremy Irvine
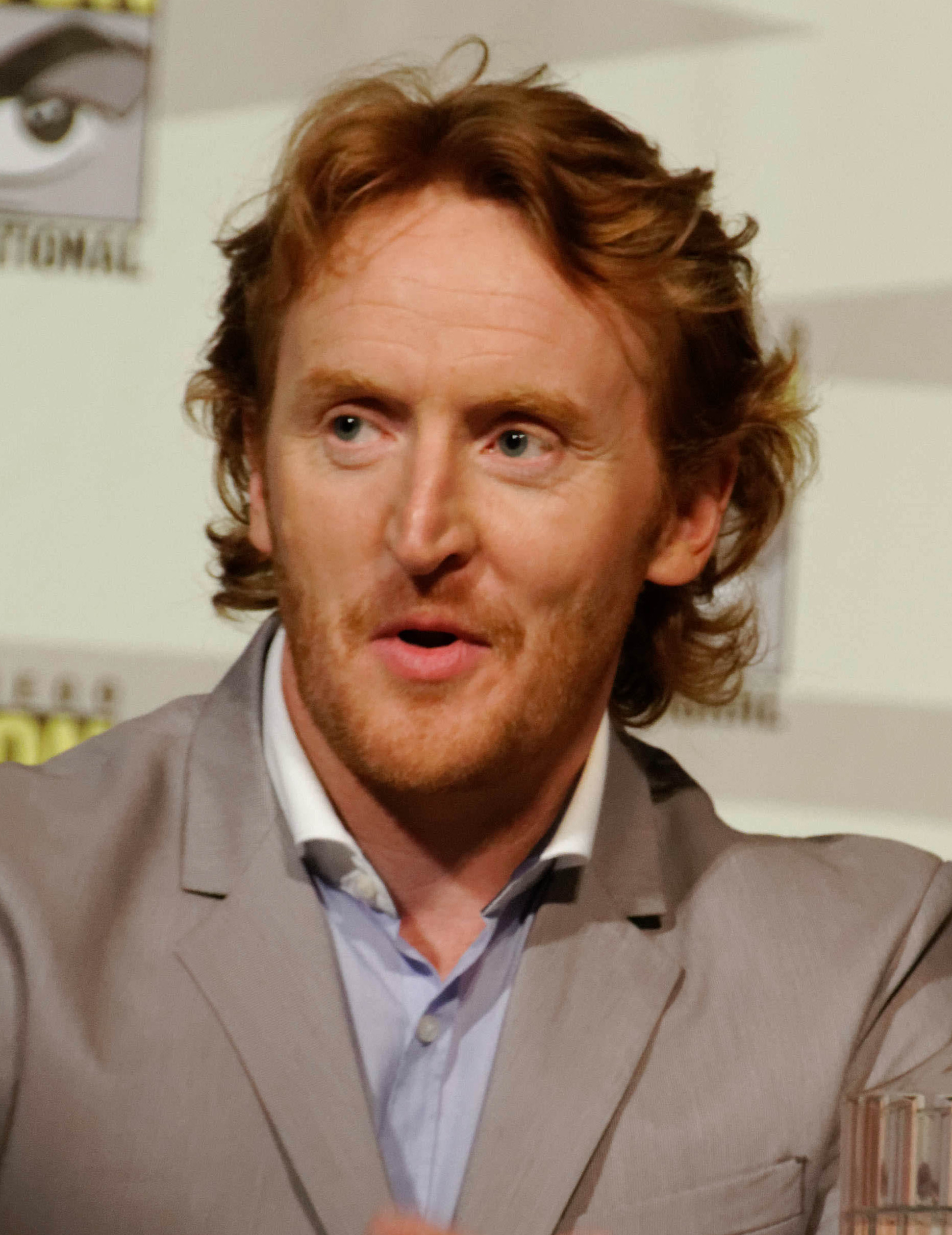
Tony Curran
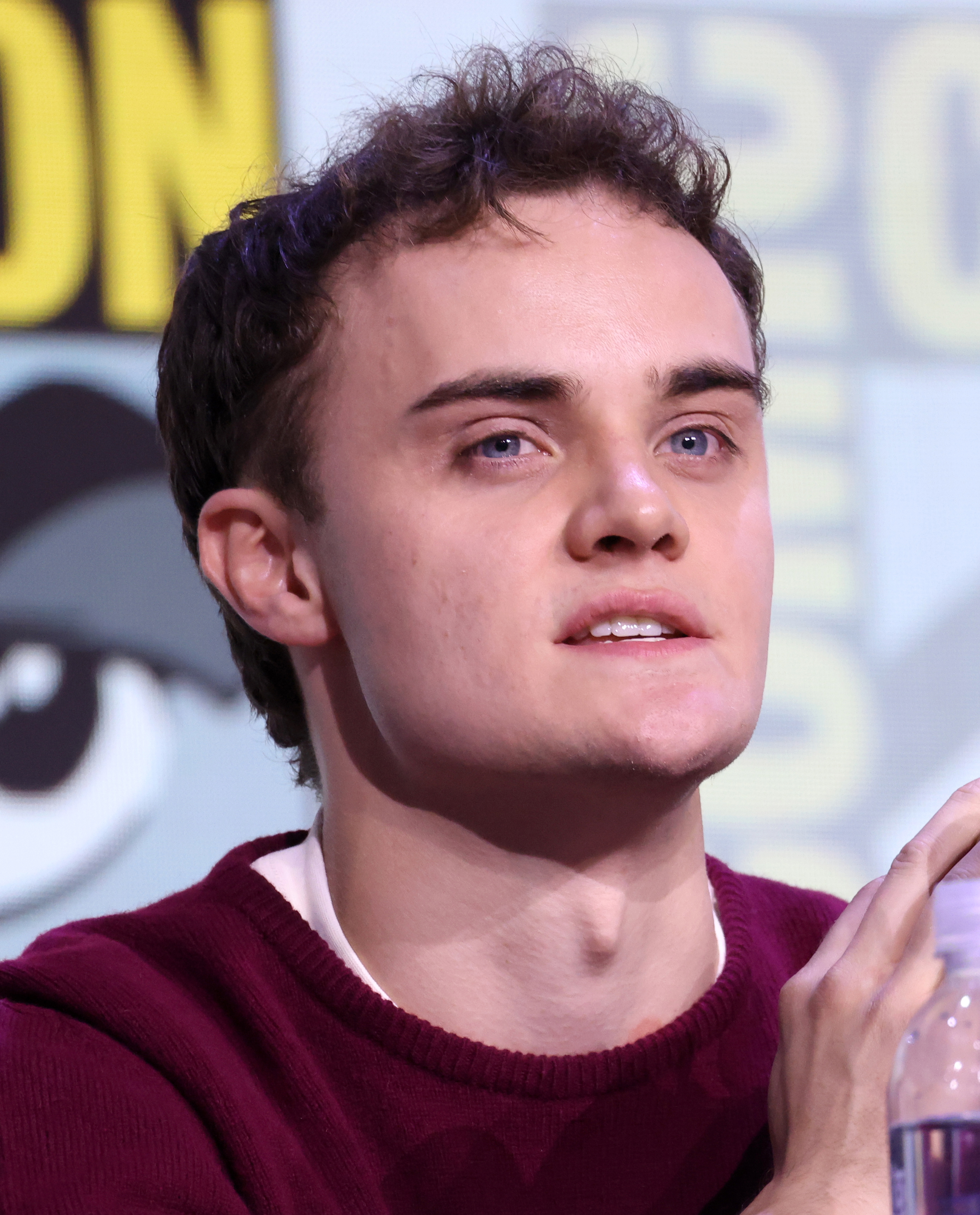
Séamus McLean Ross
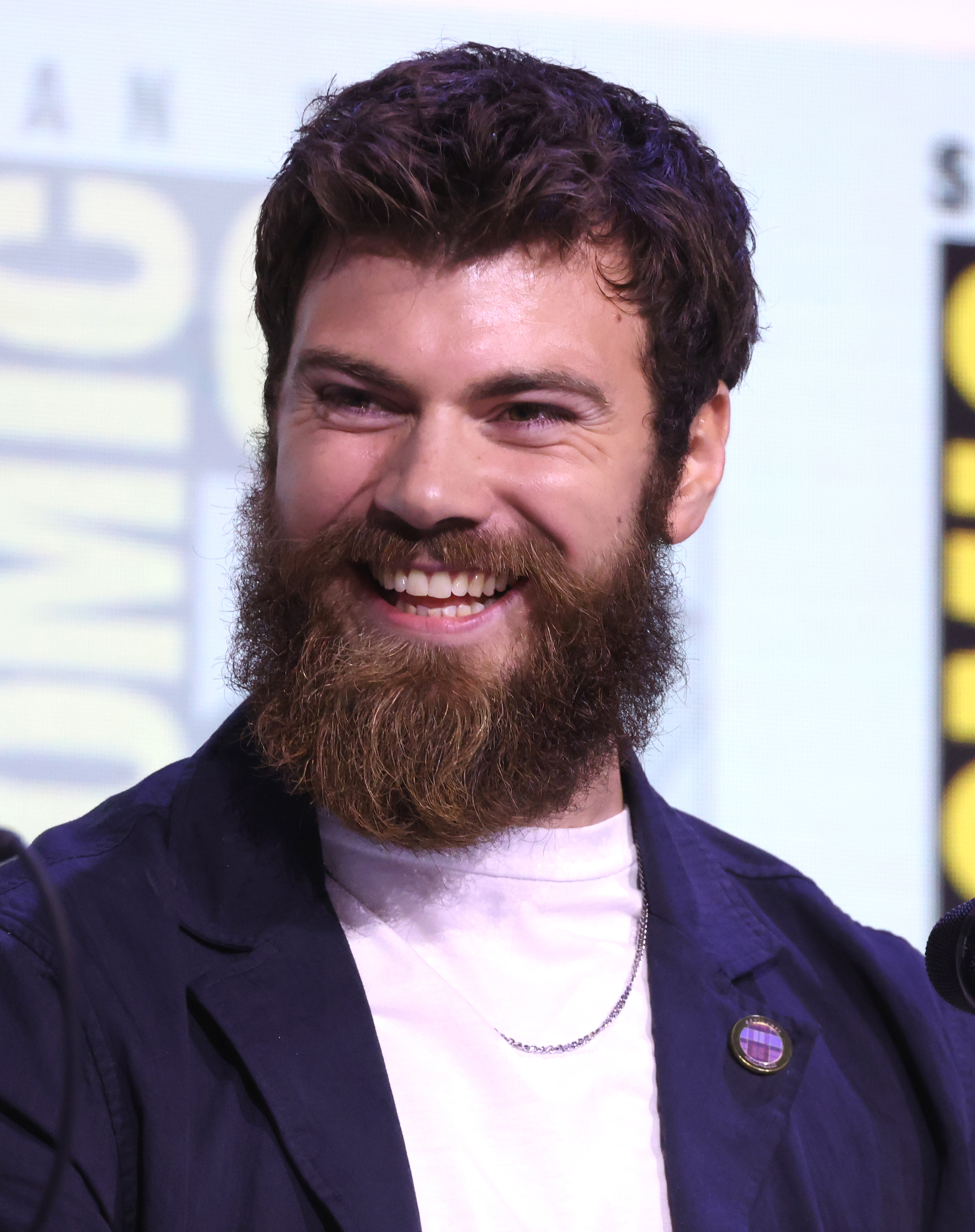
Sam Retford
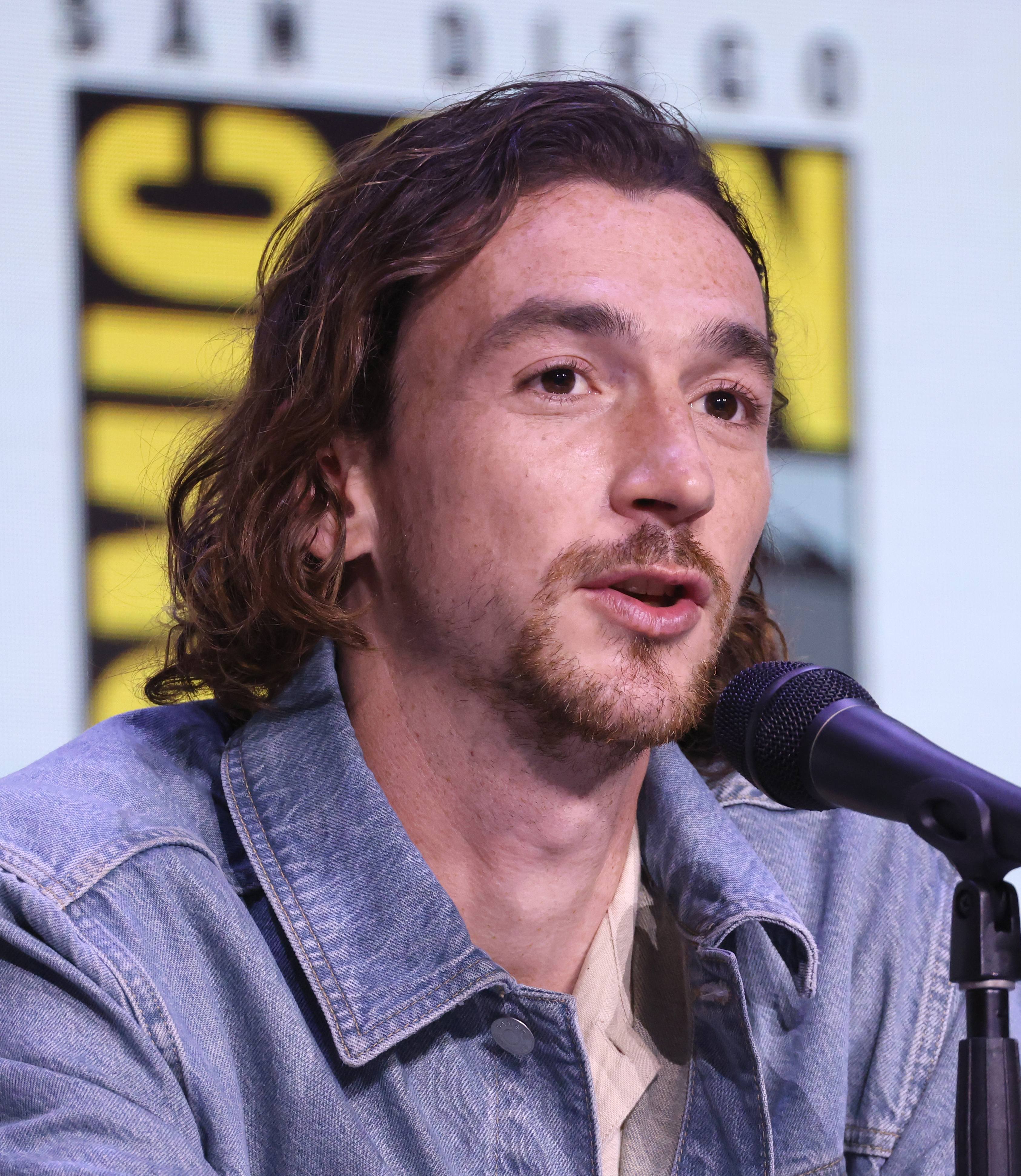
Rory Alexander

### Ricorrenti
- Glenna "Mrs. Fitz" Fitzgibbons, interpretata da Sally Messham.
Cameriera personale di Ellen al castel Leoch e zia di Murtagh.
- Malcolm Grant, interpretato da Jhon Lumsden.
Figlio di Isaac e pretendente di Ellen MacKenzie.
- Arch Bug, interpretato da Terence Rae.
Guardia del Clan Grant.
- Jocasta MacKenzie Cameron, interpretata da Sadhbh Malin.
Figlia minore di Red Jacob.
- Janet MacKenzie, interpretata da Ailsa Davidson.
Sorella di Ellen e Jocasta.
- Letitia Chisholm MacKenzie, interpretata da Rebekah Lumsden.
- James MacKinney, interpretato da Ryan Fletcher.
- Alec MacMahon, interpretato da Michael Cooke.
- Rupert MacKenzie, interpretato da Louis O'Rourke.
- Angus MacKenzie, interpretato da Marlow Walters.
- Lizbeth, interpretata da Annabelle Dowler.
Capo di Julia al dipartimento della guerra.
- William "Willie" Charlton, interpretato da Harry Eaton.
Amico e commilitone di Henry Beauchamp.

### Guest star
- Red Jacob MacKenzie, interpretato da Peter Mullan.
Laird del Clan MacKenzie e padre di Ellen, Dougal, Colum, Janet e Jocasta.

## Produzione

### Sviluppo
Nel febbraio 2022 è stata svelata la lavorazione di una serie prequel di Outlander con Matthew B. Roberts come showrunner e produttore esecutivo. Nel maggio 2022 la produttrice esecutiva Maril Davis ha confermato che la serie sarà incentrata sui genitori di Jamie Fraser. Nell'agosto seguente viene rivelato il titolo della serie: Blood of My Blood. Nel gennaio 2023, Starz ha commissionato una prima stagione di 10 episodi. All'avvio della produzione nel febbraio 2024 è stata diffusa la notizia che la serie si sarebbe concentrata anche sui genitori di Claire.
Gabaldon ha affermato che la serie è in parte tratta dal materiale che ha scritto per il primo di tre libri prequel sui genitori di Jamie. Roberts ha spiegato: «Quando ho pensato per la prima volta a realizzare il prequel, il mio pensiero iniziale erano solo i genitori di Jamie, Ellen e Brian, perché è il filo conduttore del libro» e ha aggiunto: «Quando ho iniziato a lavorarci, non c'era molta storia lì. Ho pensato: beh, dovremo raccontare entrambe le storie per dare una spinta alla serie perché potrebbe proseguire.»
Il 23 giugno 2025, Starz ha ufficializzato il rinnovo per la seconda stagione, la cui produzione è iniziata in Scozia.

### Casting
Nel febbraio 2024, Harriet Slater, Jamie Roy, Hermione Corfield e Jeremy Irvine sono stati svelati per impersonare i giovani genitori di Jamie e Claire. Tony Curran è stato scelto per interpretare Simon Fraser, XI Lord Lovat, il nonno di Jamie. Rory Alexander, Sam Retford, Séamus McLean Ross e Conor MacNeill sono entrati nel cast principale nelle versioni più giovani dei personaggi della serie Outlander. Brian McCardie, Jhon Lumsden, Sara Vickers e Peter Mullan sono stati scritturati in ruoli ricorrenti all'inizio di aprile mentre Sally Messham, Terence Rae, Ailsa Davidson, Sadhbh Malin, Annabelle Dowler e Harry Eaton hanno completato il cast alla fine dello stesso mese.

### Riprese
La lavorazione è iniziata nel gennaio 2024 a Glasgow, ma la produzione ha dovuto essere sospesa a causa dei forti temporali nella zona, e le riprese sono proseguite alla fine di febbraio. Il castello di Doune è stato nuovamente riutilizzato per le scene di Castel Leoch. Il 19 luglio 2024, Starz ha comunicato la fine delle riprese.

## Colonna sonora
La colonna sonora della serie è composta da Bear McCreary mentre la sigla è stata eseguita da Julie Fowlis con un testo in inglese e in gaelico scozzese.

## Promozione
Il primo teaser è stato diffuso il 16 gennaio 2025 mentre il 10 luglio seguente è stato pubblicato il trailer. La premiere si è svolta alla Directors Guild of America a Los Angeles il 28 luglio 2025, insieme ai membri del cast della serie madre Sam Heughan e Graham McTavish.

## Distribuzione
Negli Stati Uniti Outlander: Blood of My Blood è trasmessa dall'8 agosto 2025 su Starz. In Italia andrà in onda su Sky Serie dal 15 settembre 2025. Nel resto del mondo, Sony Pictures Television ha venduto la serie a: MGM+ (Regno Unito), Deutsche Telekom (Germania), Movistar Plus+ (Spagna), HBO Max (Francia, Europa centrale e orientale, Polonia), Nova (Grecia), Inspira+ (Estonia), Tet TV+, LMT (Lettonia), Telia Play+ (Lituania), Yes (Israele), beIN (Medio Oriente e Nord Africa), Disney+ (America Latina), LG Uplus (Corea del Sud), Stan (Australia) e Sky NZ (Nuova Zelanda).

## Accoglienza

### Critica
La serie ha ricevuto recensioni positive dalla critica. Rotten Tomatoes riporta il 91% delle recensioni professionali positive basato su 22 critiche. Il consenso critico del sito web indica: «Attingendo a una ricca vena di romanticismo e avventura di cappa e spada, Blood of My Blood è uno spin-off degno di esaltazione che rappresenta le migliori qualità dell'originale Outlander.» Metacritic ha assegnato un punteggio di 70 su 100 basato su 15 recensioni, indicando "recensioni generalmente favorevoli".
Aramide Tinubu di Variety ha assegnato alla serie il voto massimo, descrivendo: «ammaliante, complesso, splendidamente girato e strutturat, questo prequel è un'aggiunta coinvolgente a un franchise che ha rapito il pubblico fin dall'inizio. È una gemma rara, che brilla da sola. Perfettamente realizzato e ben recitato, pur onorando il materiale d'origine, la serie conserva tutti gli splendidi componenti che rendono Outlander così amato.» Carly Lane di Collider ha affermato: «un affidamento prematuro e frequente ai flashback, rallenta occasionalmente il ritmo della storia in modi che potrebbero renderti impaziente di tornare a ciò che sta accadendo ai giorni nostri, ma una volta che la serie colloca le sue due coppie protagoniste in un posto per incrociarsi l'un l'altro, è allora che Outlander: Blood of My Blood inizia davvero.» In una recensione negativa, Ed Power di The Independent ha asserito: «qualunque sia la versione scozzese di lusingare, Blood of My Blood calca la mano come una mazza da shinty, risultando in una serie matura d'avventura (con pallidi fondoschiena) ma che troppo spesso raggiunge il colmo con involontaria ilarità.»